# Distretto di Higashiiwai
Il distretto di Higashiiwai (東磐井郡, Higashiiwai-gun?) era uno dei distretti della prefettura di Iwate, in Giappone.
Dal 20 settembre 2005 faceva parte del distretto solo il comune di Fujisawa. Il 26 settembre 2011, Fujisawa è stato assorbito dalla città di Ichinoseki ed il distretto è stato abolito.
| Controllo di autorità | VIAF (EN) 254139124 · NDL (EN, JA) 00406594 |